# Гартман, Владимир Карлович
Владимир Карлович Гартман (род. 18 августа 1947, Аганас, Акмолинская область) — казахстанский государственный и политический деятель. Аким Акмолинской области (1997—1998).

## Биография
Родился 18 августа 1947 года в селе Аганас Целиноградского района Акмолинской области.
В 1971 году окончил Целиноградский сельскохозяйственный институт по специальности «инженер-механик».
В 1988 году окончил Алма-Атинскую высшую партийную школу по специальности «политолог».

## Трудовая деятельность
С 1971 по 1976 годы — Инженер, начальник цеха совхоза «Октябрь».
С 1976 по 1984 годы — Директор совхоза «Урюпинский».
С 1984 по 1985 годы — Председатель Шортандинского райисполкома.
С 1985 по 1988 годы — Первый секретарь Шортандинского райкома партии.
С 1988 по 1989 годы — Инспектор ЦК Компартии Казахстана.
С 1990 по 1993 годы — Депутат Верховного Совета Республики Казахстан 12-го созыва от Пушкинского избирательного округа № 224 Уральской области. Председатель исполкома Уральского областного Совета народных депутатов, член КПСС, г. Уральск.
С 1989 по 1992 годы — Председатель Уральского облисполкома.
С февраль 1992 по декабрь 1997 годы — Глава администрации, аким Северо-Казахстанской области.
С декабрь 1997 по сентябрь 1998 годы — Аким Акмолинской области.
С декабрь 1998 года — Генеральный директор ТОО «Интеграция-Астана».

## Награды
- Указом Верховного Совета СССР награждён орденам «Знак Почёта» и медалями СССР.
- Награждён Почётной грамотой Верховного Совета Казахской ССР.
- Орден Курмет (1995 года)
- Медаль «Астана» (1998 года)
- Орден Парасат (2011 года)[1]
- Указом Президента Республики Казахстан награждён почётными грамотами, государственными и правительственными медалями и др.